# Predestination
Predestination es una película australiana de 2014, un thriller de ciencia ficción de estética atompunk dirigido y guionizado por los hermanos Michael y Peter Spierig. La película está basada en el relato corto "All You Zombies" de Robert A. Heinlein y sus protagonistas son Ethan Hawke, Sarah Snook y Noah Taylor.

## Argumento
Un individuo viaja atrás en el tiempo para capturar al famoso criminal conocido como «Terrorista Fallido» (Fizzle Bomber). El agente desactiva la bomba pero queda gravemente herido. El Terrorista Fallido escapa y el agente viaja al futuro, a 1992, usando un equipo de campo de transformación de coordenadas, una máquina del tiempo camuflada como estuche de violín. El agente se despierta y descubre que han tenido que someterle a cirugía reconstructiva para salvarle la vida.
Se descubre entonces que el agente trabaja para una misteriosa organización, conocida como Bureau Temporal, que envía a sus llamados «agentes temporales» a través del tiempo para evitar crímenes importantes, y que el Terrorista Fallido es el único criminal que ha conseguido esquivarlos hasta entonces. En marzo de 1975 el Terrorista Fallido mata a más de 11000 personas en un atentado en Nueva York.
Una vez que el agente se ha recuperado recibe la orden de afrontar su misión final antes de retirarse. El agente usa su equipo de campo de transformación de coordenadas para volver a la década de los 70 para trabajar como barman en la ciudad de Nueva York. Un cliente que usa el seudónimo «Madre Soltera» para escribir testimonios en forma de confesión para revistas femeninas, entra para beber unas copas. 
Persuadido por el barman, Madre Soltera comienza a contar una historia excepcional: nació en 1945 y poco después fue abandonado en un orfanato. Identificado como mujer, creció con el nombre de Jane. Más adelante, ya una mujer joven, intenta unirse a la iniciativa SpaceCorp de viajes espaciales y sobresale en las pruebas de reclutamiento, pero los doctores la inhabilitan cuando descubren algo extraño en su fisiología.
Tras su expulsión de SpaceCorp Jane va a clases nocturnas en Cleveland, donde conoce a un hombre mayor que ella que la deja embarazada y poco después desaparece. Después de descubrir su embarazo Jane lo lleva hasta el final y, tras dar a luz a una niña, los doctores descubren la anomalía que la condujo a su expulsión: Jane nació con sistemas reproductores tanto masculinos como femeninos, ambos desarrollándose de manera normal, lo que permitió que diera a luz a la niña con el femenino. Por consejo de su médico Jane se somete a más operaciones para extirpar los órganos sexuales femeninos, irrecuperables tras las complicaciones del parto. Por desgracia un hombre desconocido rapta a su bebé y desaparece. Jane continua en el hospital para terminar su transformación en un hombre y cambia su nombre a John.
Madre Soltera termina su historia, y el barman de repente le revela que conoce la identidad del hombre que la abandonó como Jane y le ofrece a John la oportunidad de matarlo. Viajan juntos en el tiempo  hasta Cleveland y el barman le da a John un arma para que lleve a cabo el asesinato. En vez de eso, John se encuentra con Jane, su versión femenina más joven, mientras el barman y agente temporal usa su máquina del tiempo para viajar al futuro y aprovechar así su última oportunidad de atrapar al Terrorista Fallido. A pesar de sus esfuerzos el terrorista deja sin conocimiento al agente.
El barman aparece más tarde como el hombre que se lleva al bebé de Jane, antes de volver a reunirse con John, quien ya ha mantenido relaciones sexuales con su yo anterior, Jane. El barman convence a John de que abandone a Jane y de que empiece a trabajar como agente temporal del Bureau Temporal. 
Una vez complete su misión final al barman se le indica que debe elegir la época y lugar de su retiro; después de llegar a dicha ubicación su equipo de campo será apartado del servicio. Escoge un apartamento de Nueva York como lugar para retirarse, aproximadamente en la época del atentado del Terrorista Fallido de marzo de 1975, tras recibir un sobre de su supervisor, Robertson. Tras su llegada el equipo de campo muestra un mensaje de error al poco de su desactivación, pero el agente retirado no informa del error y abre el sobre que contiene instrucciones sobre el atentado de marzo del 75.
Finalmente el agente descubre que el Terrorista Fallido es una versión de sí mismo pasados varios años. Tras mantener una discusión con su yo mayor, lo mata con una pistola en una lavandería. Una secuencia retrospectiva desvela entonces que el agente es, de hecho, Jane/John, su aspecto completamente alterado tras la cirugía reconstructiva al comienzo de la película, que acaba con John sentado en el apartamento de Nueva York que solicitó para su jubilación mientras reflexiona sobre la inevitabilidad del destino y su papel como causa del origen.

## Reparto
- Ethan Hawke como barman/agente temporal/Terrorista Fallido.
- Sarah Snook como Madre Soltera/Jane/John.
- Noah Taylor como el señor Robertson.
- Madeleine West como la señorita Stapleton.
- Christopher Kirby como el agente Miles.
- Dennis Coard como el mayor Davidson.
- Freya Stafford como Alice.
- Jim Knobeloch como el doctor Belfort.
- Christopher Stollery como el entrevistador.
- Tyler Coppin como el doctor Heinlein.
- Rob Jenkins como el señor Jones.

## Producción

### Desarrollo
Los hermanos Spierig, quienes ya habían escrito un guion, fueron anunciados como directores de Predestination el 14 de mayo de 2012. Peter Spierig explicó en agosto de 2014 que intentaron ser fieles al relato de Heinlein de 1959, que se había escrito unos cincuenta años antes para cuando afrontaron la adaptación, y decidieron no examinar la lógica de la narrativa de una manera demasiado detenida: «...así que decidimos [los hermanos Spierig] trabajar con la idea de que si hubiera una manera de perfeccionar la lógica ya se habría hecho a estas alturas. Nos dijimos algo así como, "confiemos en la historia y confiemos en su lógica", así que nos mantuvimos muy fieles a ella».
Hawke fue elegido para el papel protagonista, mientras que Wolfhound Pictures y Blacklab Entertainment se encargarían de la producción. Hawke explicó en noviembre de 2014 que ha sido fan de la ciencia ficción toda su vida pero que prefiere sus elementos humanos más que los efectos especiales.

«Robert Heinlein, Kurt Vonnegut, Philip K. Dick o cualquiera por el estilo... ese tipo de ciencia ficción de tanta complejidad con la que puedas acercarte a temas de una manera novedosa. Y cuando leí Predestination pensé: ¿Qué cojones acabo de leer?»
Ethan Hawke

Arclight Films había comprado los derechos para la distribución internacional de la cinta y el 18 de mayo de 2012 Tiberius Film obtuvo los derechos para Alemania de la película desde Arclight. El 23 de mayo de 2012 Sony Pictures Worldwide Acquisitions se hizo con ellos para Estados Unidos y otros países.
El 5 de septiembre Screen Australia anunció que financiaría la cinta con parte de una inversión de 5,5 millones de dólares australianos (5,6 millones de dólares de Estados Unidos) para tres largometrajes.
Snook firmó el 28 de febrero de 2013 para interpretar uno de los papeles principales de la película, y poco después lo hizo Taylor, el 13 de mayo de 2013. Además, Pinnacle Films se hizo con los derechos de distribución para Australia y Nueva Zelanda antes de acabar 2013.

### Rodaje
El 19 de febrero de 2013 se decidió que la preproducción daría comienzo el 25 de febrero de 2013, y el inicio de la filmación estaba programada para el 8 de abril en Melbourne, Australia, con una duración estimada de seis semanas. El 13 de mayo de 2013 el rodaje ya estaba avanzado.
El rodaje tuvo lugar principalmente en las instalaciones de Docklands Studios Melbourne, a aproximadamente 1,5 kilómetros del centro financiero de Melbourne. Algunas escenas se rodaron en el Convento de Abbotsford, ubicado en el barrio de Abbotsford, en la periferia de la ciudad.
Con respecto al papel de Snook, los hermanos explicaron a los medios que siempre fue su intención incluir a algún actor de perfil más bajo en sus películas; Michael Spierig comparó más tarde el talento actoral de Snook con el de su colega también australiana Cate Blanchett. También afirmaron que preferían rodar en Australia por sus descuentos e incentivos fiscales pero que lo harían en cualquier localización geográfica.

### Estreno
El 5 de febrero de 2014 se hicieron públicas algunas imágenes de la cinta y el 21 de julio de 2014 se lanzó el primer tráiler australiano, seguido por otro avance oficial el 25 de septiembre.
El estreno mundial de la película tuvo lugar el 8 de marzo de 2014 en el SXSW Film Festival de Austin (Texas). Posteriormente fue elegida para la gala nocturna de apertura del Festival Internacional de Cine de Melbourne, el MIFF por sus siglas en inglés, celebrada en el Harner Hall de Melbourne el 31 de julio de 2014. El material promocional del MIFF describía la película como una «particular mezcla de ciencia ficción, cine negro y ficción criminal con trazos de Bukowski». El estreno en Sídney, con el añadido de una sesión de preguntas y respuestas con los directores, se produjo el 6 de agosto de 2014 en el cine Palace Verona.
La película se estrenó oficialmente en Australia el 28 de agosto y el 11 de septiembre en Nueva Zelanda. En España se estrenó el 28 de noviembre directamente para DVD, y en buena parte de Europa se estrena entre octubre de 2014 y febrero de 2015. Su estreno en Reino Unido está previsto para el 13 de febrero de 2015 y en Estados Unidos para el 5 de enero.

## Recepción
Hasta el 5 de diciembre de 2014 Rotten Tomatoes mantenía una aprobación del 82 % basado en 22 críticas, y la calificación media era de 6,4 sobre 10. En la crítica de la revista variety el guionista presenta «una cautivadoramente extraña saga de viajes en el tiempo» que «tiene éxito en su intento de apelar al cerebro y llegar al corazón». Como anticipo para la proyección en el MIFF, el editor del apartado de películas nacionales del Sydney Morning Herald, Karl Quinn, destacó la actuación de Snook y la describió como un «papel que define una carrera». Al hablar de la trama, Quinn afirma que es «intrigante» a pesar de que podría «deshacerse con el menor tirón en un hilo de razonamientos endebles».
Diferentes artículos de prensa describieron al personaje como transgénero o intersexual. Tara Judah y Cerise Howard de la sección de crítica cinematográfica del programa de radio Plato's Cave de la emisora Triple R mostraron preocupación por algunos elementos en el tratamiento del género sexual, pero no desarrollaron a cuáles se referían. Hawke le comentó al periódico The Guardian antes de su estreno en Reino Unido que el tratamiento de la identificación sexual no es el foco de atención de la película, puesto que la historia es relevante para toda la audiencia: «Para mí hay algo en Predestination que abre interrogantes sobre la identidad».

### Premios
| Premio                           | Categoría                                              | Persona                                                | Resultado  |
| -------------------------------- | ------------------------------------------------------ | ------------------------------------------------------ | ---------- |
| Premios AACTA (4ª edición)       | Mejor película                                         | Paddy McDonald                                         | Candidato  |
| Premios AACTA (4ª edición)       | Mejor película                                         | Tim McGahan                                            | Candidato  |
| Premios AACTA (4ª edición)       | Mejor película                                         | Hermanos Spierig                                       | Candidatos |
| Premios AACTA (4ª edición)       | Mejor director                                         | Hermanos Spierig                                       | Candidata  |
| Premios AACTA (4ª edición)       | Mejor guion adaptado                                   | Hermanos Spierig                                       | Candidata  |
| Premios AACTA (4ª edición)       | Mejor actriz                                           | Sarah Snook                                            | Ganadora   |
| Premios AACTA (4ª edición)       | Mejor fotografía                                       | Ben Nott                                               | Ganador    |
| Premios AACTA (4ª edición)       | Mejor montaje                                          | Matt Villa                                             | Ganador    |
| Premios AACTA (4ª edición)       | Mejor banda sonora original                            | Peter Spierig                                          | Candidato  |
| Premios AACTA (4ª edición)       | Mejor diseño de producción                             | Matthew Putland                                        | Ganador    |
| Premios AACTA (4ª edición)       | Mejor diseño de vestuario                              | Wendy Cork                                             | Candidata  |
| Toronto After Dark Film Festival | Premio especial a la mejor película de ciencia ficción | Premio especial a la mejor película de ciencia ficción | Ganadora   |
| Toronto After Dark Film Festival | Premio especial al mejor guion                         | Hermanos Spierig                                       | Ganadores  |
| Toronto After Dark Film Festival | Premio del público al mejor largometraje               | Hermanos Spierig                                       | 2º puesto  |